# Raft (Parc Bagatelle)
Pour les articles homonymes, voir Raft.
Le Raft est une attraction de type rivière rapide en bouées située au Parc Bagatelle, dans le Pas-de-Calais. Réalisée par Hafema, elle ouvre le 14 avril 2001.

## Historique
Le contexte dans lequel il est décidé de construire cette attraction est particulier. Depuis sa fondation en 1955 par François Parent, le Parc Bagatelle est la propriété de ce dernier. Il laisse la gestion de Bagatelle en 1990 à son fils François-Jérôme Parent. En 2000, François Parent décide de vendre le parc au groupe Grévin & Cie qui propose une meilleure offre de rachat plutôt qu'à son fils François-Jérôme Parent.
En juin 2000, le site rejoint le groupe Grévin & Cie, comprenant le parc Astérix. La saison se clôture avec une fréquentation en baisse à hauteur de 400 000 visiteurs. Les nouveaux propriétaires décident de consentir à un grand investissement en 2001, soit trois millions d'euros. La majorité — 15 millions de FF ; 2,3 millions d'euros — est insufflée dans le Raft, un circuit de bouées de l'Allemand Hafema ouvert au public le 14 avril 2001. De 1986 à 2000, le terrain désigné pour accueillir l'attraction était usité pour des courses de quads pour les clients de Bagatelle. Cette activité cesse alors pour le chantier du Raft.
En 2002, Grévin & Cie est racheté par la Compagnie des Alpes. Parallèlement, Hafema est au bord de la faillite avant d'être sauvée la même année sous une nouvelle direction.
En 2018, la direction du parc réalise un classement des attractions les plus populaires. Le trio de tête se compose du Gaz Express, du Raft et du River Splatch.

## Description et technique
Le parcours de 425 mètres emprunté par sept radeaux est agrémenté par une partie en « tourbillon » dont le constructeur allemand Hafema est titulaire d'un brevet. Cette section en tourbillon crée la sensation d'être au centre d'un grand tourbillon dans lequel le bateau disparaît grâce à une chute raide amenant à un tunnel. Les bateaux plongent alors à une vitesse d'environ 7 m/s, soit ~ 25 km/h, dans le canal d'eau en aval entre les cascades de part et d'autre du chenal.
Les radeaux sont composés de trois segments, ou quartiers, partiellement recouverts d'une coque. Ces trois segments — pour trois passagers chacun — sont connectés avec un anneau central en caoutchouc et avec un pare-chocs tubulaire externe encerclant le bateau. En fin de parcours, l'embarcation entame une ascension oblique sur un tapis montant qui la tracte hors de l'eau. Ensuite, un tapis roulant déplace les esquifs horizontalement et les passagers sortent des bouées, remplacés par d'autres visiteurs. Ils entament après une descente dans l’eau.
Lors de la conception du Raft, la direction veut développer une thématique régionale Nord-Pas-de-Calais pour le parc d'attractions. À l'image du parc du Marquenterre, le thème de l'attraction est la Côte d'Opale avec ses abords maritimes, bancs et dunes de sable, coquillages disproportionnés de mollusques et également le dieu romain couronné des Mers et des Océans Neptune.